# Áreas protegidas de Belice

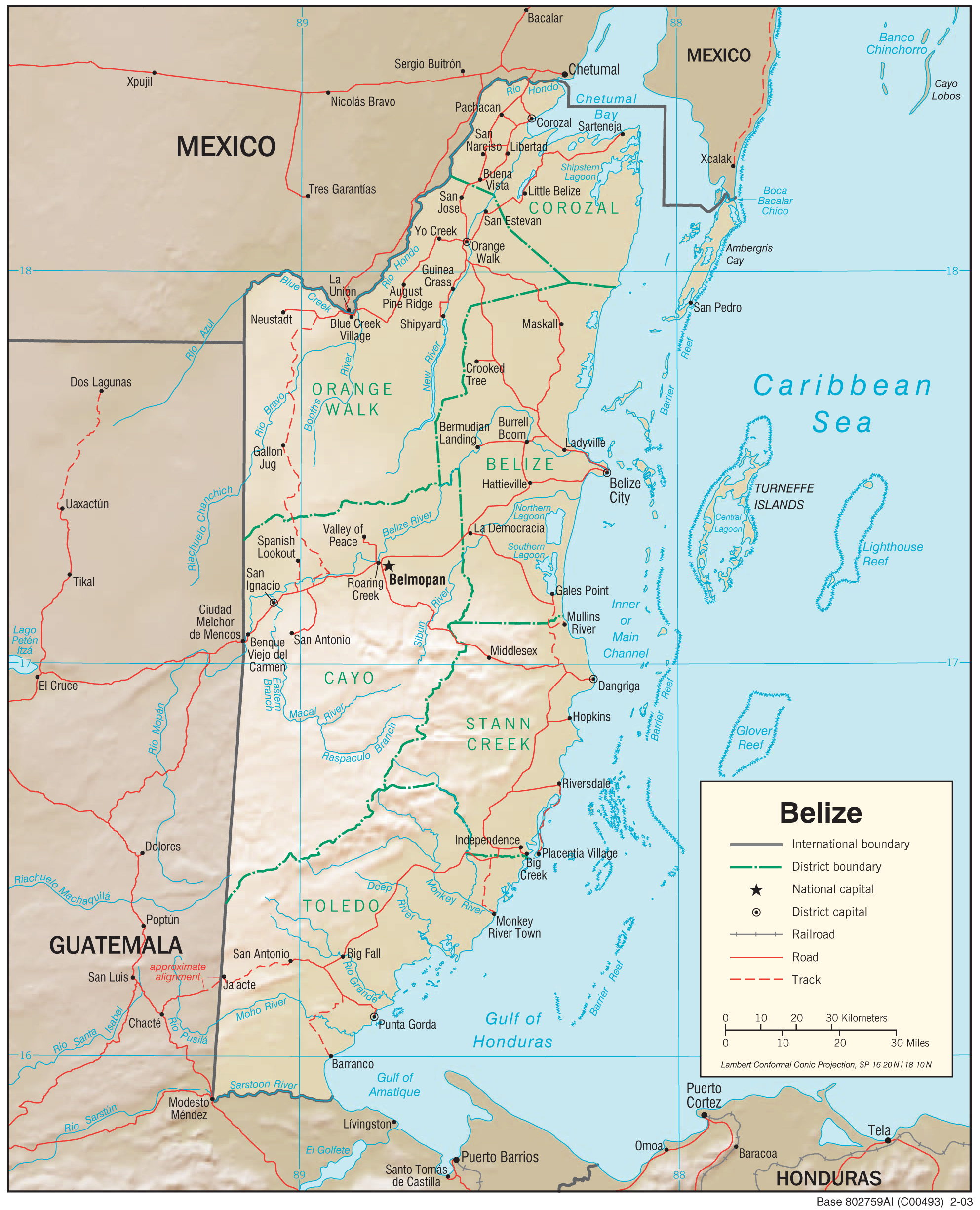
Mapa de Belice

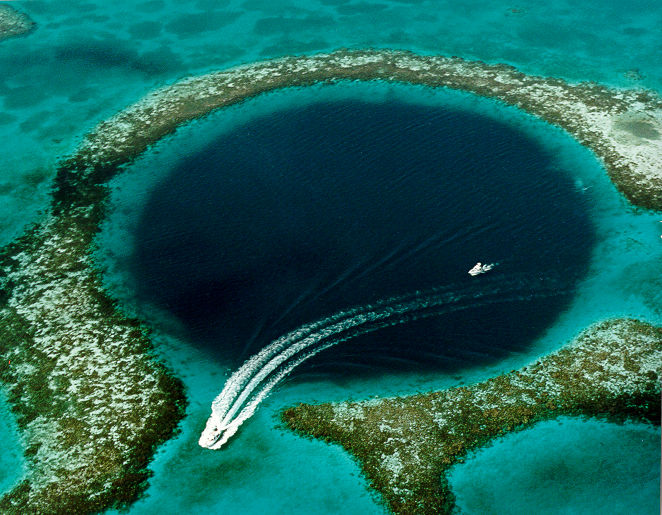
El Gran Agujero Azul de Belice

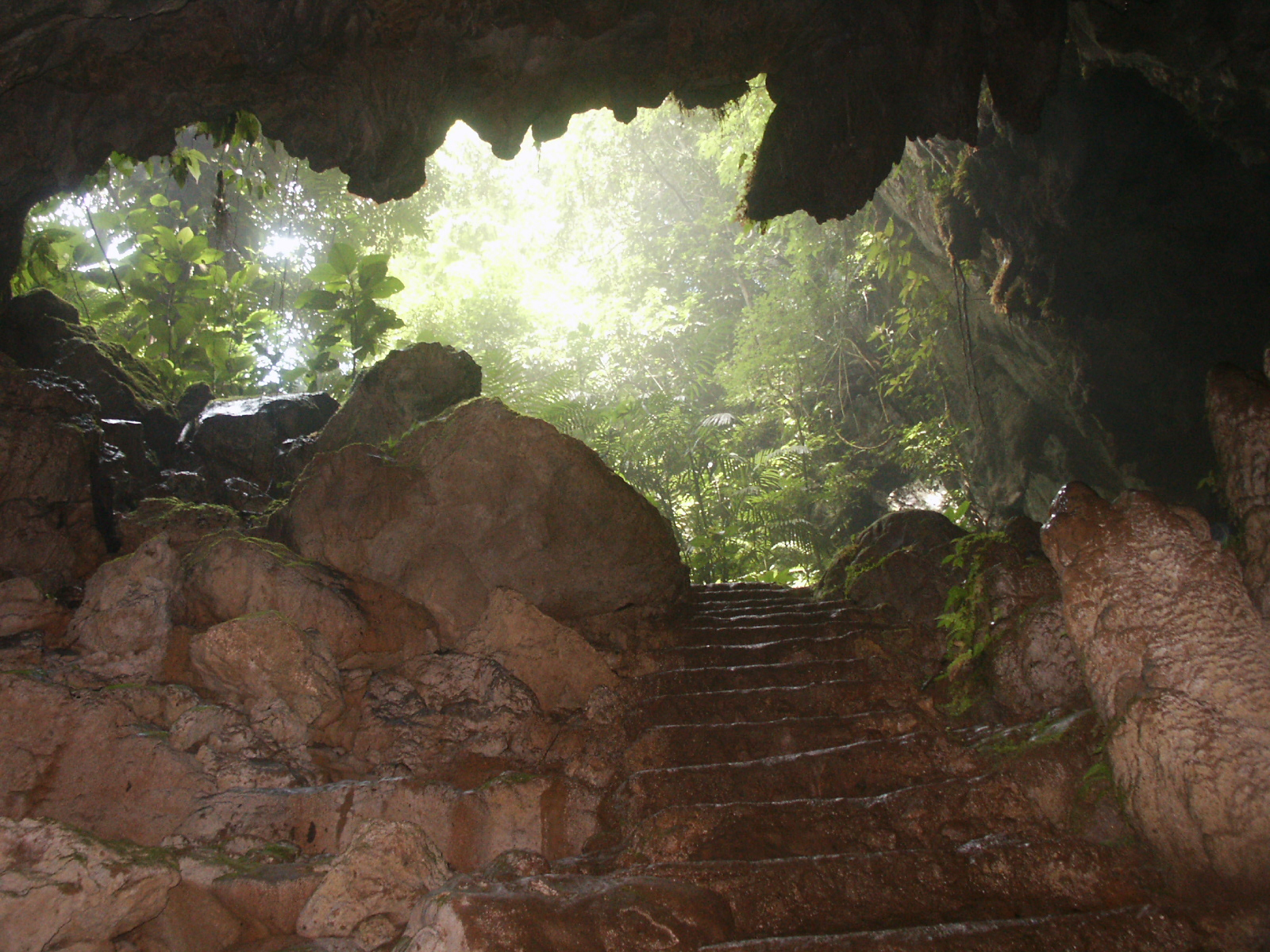
Parque nacional Blue Hole

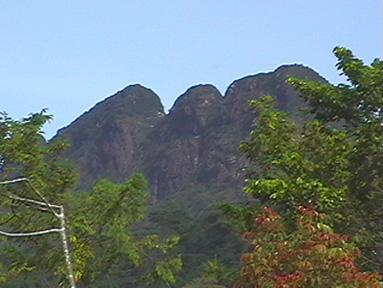
Pico Victoria, monumento natural

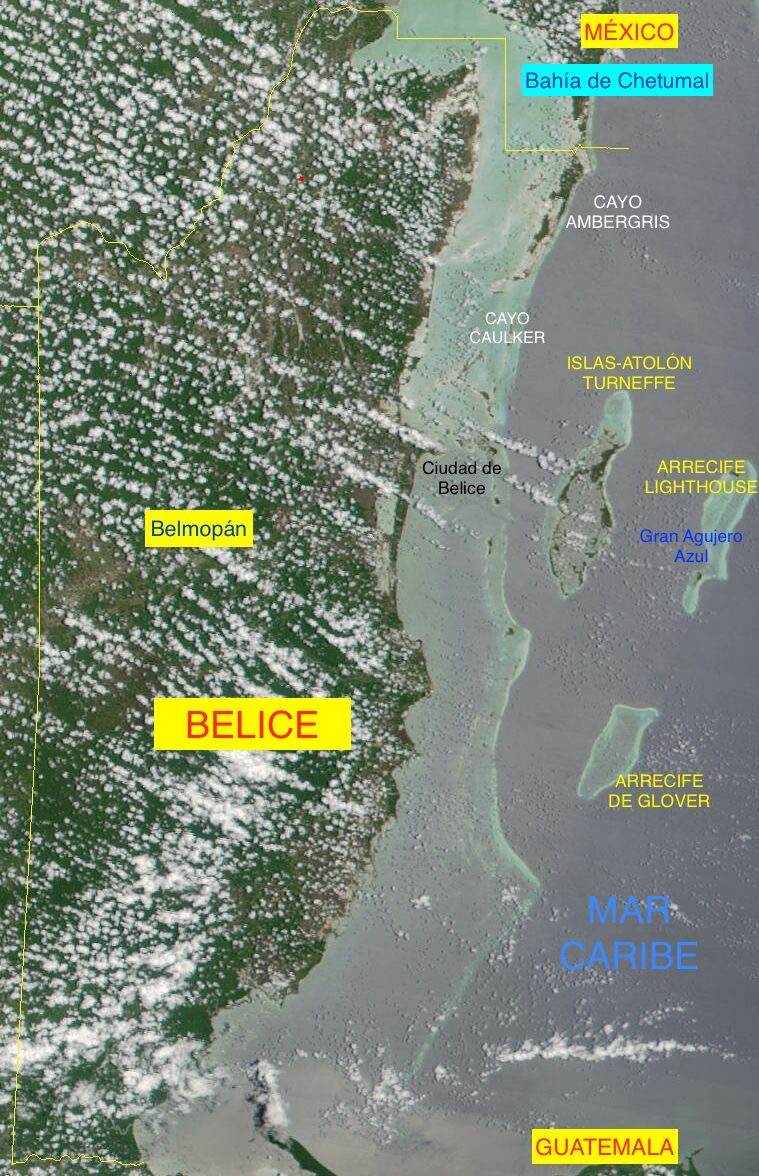
Imagen de satélite con los atolones de Belice

Según la IUCN, en Belice hay 120 áreas protegidas que representan 8.402 km², el 37,68% del país, además de 3.654 km² de áreas marinas, el 10,08% de los 36.250 km² que ocupan de sus aguas territoriales. De estas, 18 son parques nacionales, 8 son reservas marinas, 4 son reservas naturales, 18 son reservas forestales, 5 son monumentos naturales, 8 son santuarios de la naturaleza, 8 son reservas privadas, 6 son reservas públicas, 16 son reservas arqueológicas y 1 es un manglar (cayo San Jorge). Además, hay 1 patrimonio de la humanidad, 2 sitios Ramsar que ocupan 236 km² (Crooked Tree y Parque nacional Sarstoon Temash) y 6 IBAs (Important Bird & Biodiversity Areas) que ocupan 31.346 km².
El Gobierno de Belice ha creado corredores naturales que permiten a los animales desplazarse entre los hábitats protegidos. La primera zona protegida y probablemente la más importante sea el santuario reserva natural de Cockscomb (Cockscomb Basin Wildlife Sanctuary) creado en los años 1980 en la vertiente oriental de los montes Maya para la preservación del jaguar.

## Corredores biológicos de Belice
Entre los corredores o pasillos biológicos que unen las principales áreas protegidas de Belice destacan el recién creado Corredor biológico del nordeste de Belice (Belize northeastern biological corridor), de 110 km², y el Corredor Central de Belice (Central Belize Corridor, CBC) que conecta dos grandes zonas de bosques: el área de conservación de Río Bravo (RBCMA), Yalbac, Laguna Seca y Gallon Jug, y los montes Maya (MMM) en el sur. Se extiende a lo largo de 750 km² y cubre áreas como el Labouring Creek Jaguar Corridor Wildlife Sanctuary (LCJCWS), el Parque nacional Peccary Hills y la Reserva forestal Manatí.
Los corredores biológicos de Belice forman parte del Corredor Biológico Mesoamericano, que pretende unir los bosques de México con los de Colombia. En este país, conecta los bosques de Guatemala, a través de los montes Maya, con el bosque trinacional de la Selva Maya, compartido con México y Guatemala. El objetivo es la protección de los bosques.

## Parques nacionales de Belice
- Parque nacional de Aguas Turbias,[13] en el noroeste de Belice, donde este país se encuentra con México y Guatemala, países que añaden zonas protegidas. Bosque de hoja ancha de unos 36 km² protegidos. Forma parte del Corredor Biológico Mesoamericano.[14]
- Parque nacional y reserva marina Bacalar Chico
- Parque nacional Billy Barquedier
- Parque nacional Chiquibul
- Parque nacional Lago Five Blues, parcela de 4 ha de bosque tropical rodeada por 16 km² de colinas calizas, un lago azul de 60 m de profundidad rodeado de selva con 200 tipos de aves y 20 especies de mamíferos a 35 km al sudeste de Belmopán.[15]
- Parque nacional laguna Gra Gra, 485 ha cerca de la costa al sur de Dangriga, con una laguna de 120 ha en el centro. Manglares con tres especies: manglar rojo, mangle blanco y Laguncularia racemosa.[16]
- Parque nacional Guanacaste, a solo 3 km de la capital Belmopán, en la confluencia de los ríos Belice y Roaring Creek. Apenas ocupa 20 ha y consiste en bosque secundario con bromelias y con hormigas cortadoras de hojas.[17]
- Parque nacional Honey Camp, 3.150 ha en el Corredor Biológico del Norte de Belice.[18]
- Parque nacional Cayo Laughing Bird
- Parque nacional Mayflower Bocawina[19]
- Parque nacional Monkey Bay, 433 ha de bosque tropical, riberas y sabana, en el centro de Belice a lo largo del río Sibun.[20]
- Parque nacional Elijio Panti, 53 km² al oeste de Belice. Zona montañosa calcárea con numerosas cuevas donde los mayas celebraban rituales, cascadas y lagunas.[21]
- Parque nacional de Payne's Creek, 152 km², sudeste de Belice, zona costera.
- Parque nacional Peccary Hills
- Parque nacional Río Blanco[22]
- Parque nacional Sarstoon Temash
- Parque nacional Blue Hole (St. Herman’s Blue Hole)[23]

## Monumentos naturales
- Actun Tunichil Muknal
- Gran Agujero Azul. Es un anillo de coral de 300 m de anchura y unos 150 m de profundidad, el agujero azul más grande del mundo.[24]
- Cayo Half Moon (Cayo Media Luna), al sudeste del atolón Lighthouse Reef, uno de los tres atolones que hay en Belice.[25]
- Cataratas Mil Pies
- Pico Victoria, en las recortadas montañas Cockscomb,[26] una masa de roca visible desde la costa que es la segunda altura de Belice y un ramal de los montes Maya. Se accede desde el santuario de la naturaleza de Cockscomb Basin,[27] que es el refugio de jaguares más importante del mundo.[28]

## Sitios Ramsar
- Santuario de la naturaleza de Crooked Tree, 6637 ha, 17°44′N 088°29′W.[29][30]
- Parque nacional Sarstoon Temash, 170 km², 15°58′N 89°00′W.[31]

## Áreas de importancia para las aves y la biodiversidad
BirdLife International considera que en Belice hay 6 áreas de importancia para las aves (IBAs) con un total de 549 especies de aves, de las cuales 5 son especies amenazadas.
- Costa de Belice y orillas de las islas, 6.968 km². Comprende 3 reservas marinas, Hol Chan, Caye Caulker y Port Honduras, y 7 reservas forestales: Grants Works, Mango Creek, Swasey-Bladen, Machaca, Caye Caulker, Deep River y Manatee. También hay 4 santuarios de la naturaleza: Aguascaliente, Gales Point, Swallow Caye, y Corozal Bay. Además abarca 2 parques nacionales: Sarstoon-Temash y Payne’s Creek, y 4 santuarios de aves: Bird Caye, Monkey Caye, Los Salones y 1 sin nombre. Solo hay una reserva arqueológica, Altun Ha, y 1 reserva natural, Burdon Canal.[32]
- Mar abierto e islas de la barrera de arrecifes, 12.196 km². Comprende 5 reservas marinas: South Water Caye, Gladden Spit, Silk Cayes, Sapodilla Cayes y Glovers Reef, el monumento natural Halfmoon Caye, el Parque nacional Laughing Bird Caye y el santuario de aves Man of War Caye.[33]
- Crooked Tree y los humedales asociados, 1.603 km².[34]
- Montes Maya y reservas meridionales, 6.440 km².[35]
- Nordeste de Belice, 2.382 km².[36]
- Rio Bravo CMA Gallon Jug Estate, 1.755 km². Comprende el Parque nacional Aguas Turbias, el Área de conservación Río Bravo y el Gallon Jug Estate.[37][38]